# Козманн, Дьёрдь
Дьёрдь Ко́зманн (венг. Kozmann György; 23 марта 1978, Сексард) — венгерский гребец-каноист. Многократный чемпион мира, двукратный призёр Олимпийских игр.

## Карьера
Дьёрдь Козманн начал выступать в составе венгерской сборной на международных соревнованиях в конце 1990-х. В 1999 году на первенстве мира в Милане он выиграл свою первую награду мировых первенств, став бронзовым призёром в соревновании четвёрок на километровой дистанции.
В 2001 году Козманн впервые стал чемпионом мира, причем выиграл сразу два золота в соревнованиях четвёрок.
Основные успехи венгра связаны с выступлениями в двойках с двукратным Олимпийским чемпионом Дьёрдьем Колоничем. В 2004 году на Олимпиаде пара Колонич/Козманн завоевала бронзовую награду на дистанции 1000 метров, а на дистанции в два раза короче венгры стали седьмыми.
С чемпионатов мира 2006 и 2007 годов Козманн и Колонич неизменно возвращались с золотыми наградами и по праву считались претендентами на золото Игр в Пекине.
Однако менее чем за месяц до старта Олимпиады Дьёрдь Колонич скончался от сердечного приступа прямо во время тренировки. Первоначально Козманн отказался стартовать на Играх, но после общения с членами сборной и родственниками погибшего Колонича принял решение выйти на старт на километровой дистанции. Его партнёром стал Тамаш Кишш. Новосозданная пара смогла завоевать бронзовую медаль, уступив командам Белоруссии и Германии.